# Lacus Somniorum

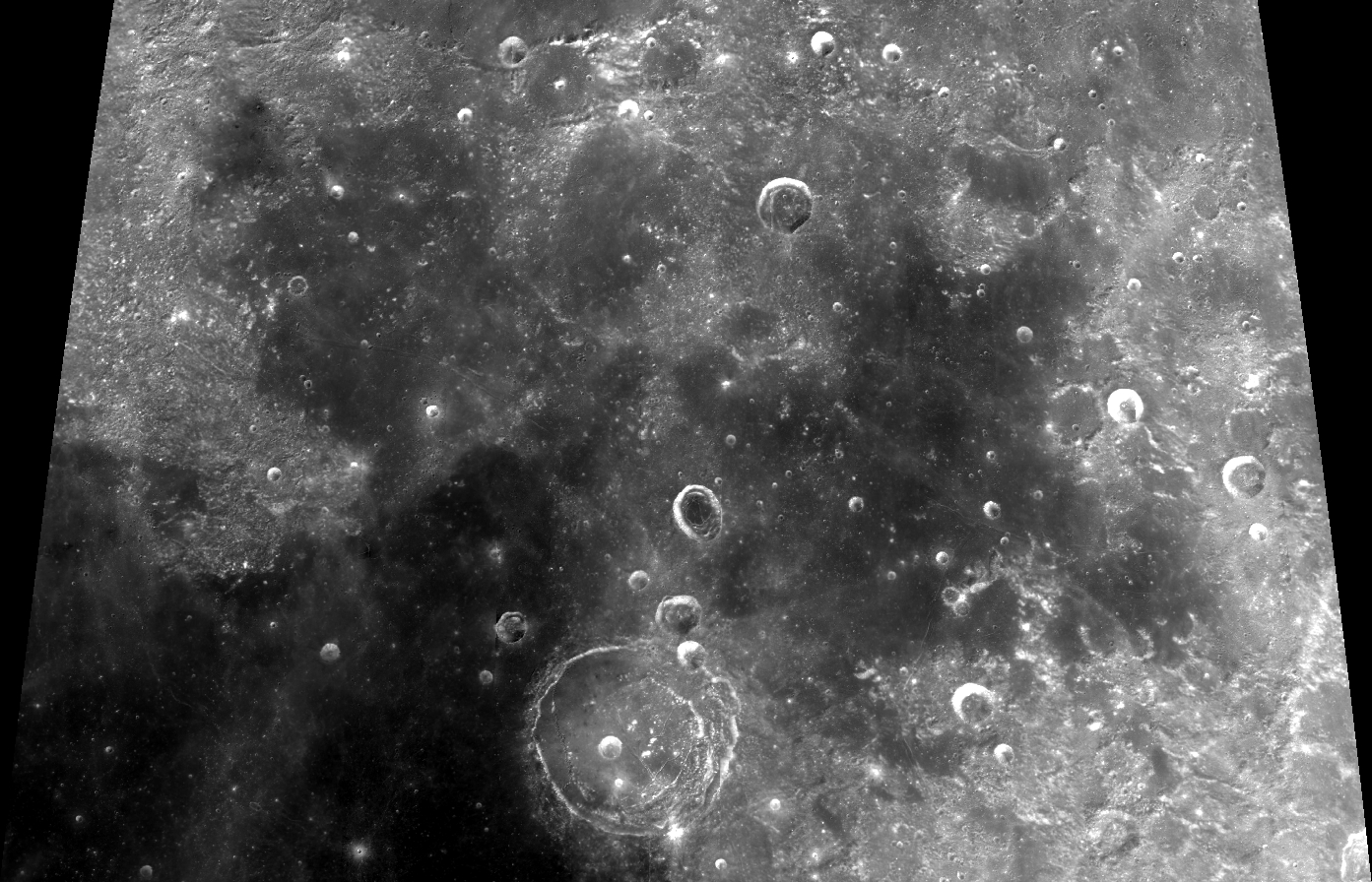
Lacus Somniorum s kráterem Posidonius dole.

Lacus Somniorum (česky Jezero snů nebo Jezero snění) je měsíční moře severovýchodně od Mare Serenitatis (Moře jasu) na přivrácené straně Měsíce. Na jihu hraničí s jezerem Lacus Mortis (Jezero smrti), na jejich rozhraní leží těsně vedle sebe dva krátery Plana a Mason. Lacus Somniorum má průměr cca 420 km a plochu 70 000 km², jeho střední selenografické souřadnice jsou 37,6° S a 30,8° V.
Dominantou oblasti je výrazný kráter Posidonius ležící na jižním okraji jezera, severněji se nachází kráter Daniell. Na opačném severním okraji leží kráter Grove. Jezerem křižují brázdy Rimae Daniell (na západě) a Rima G. Bond (na jihovýchodě poblíž zchátralého zatopeného kráteru Hall). Na hranici s Mare Serenitatis leží malý kráter Luther.

## Pojmenování
Lacus Somniorum pojmenoval (stejně jako většinu ostatních měsíčních moří) italský astronom Giovanni Battista Riccioli, jehož nomenklatura z roku 1651 se stala standardem.

## Lacus Somniorum v kultuře
- Lacus Somniorum neboli Jezero snů se objevuje ve vědeckofantastické povídce Dovolená na Měsíci britského spisovatele Arthura C. Clarka.